# Boquilobo
Boquilobo é uma aldeia da freguesia da Brogueira, Parceiros de Igreja e Alcorochel, concelho de Torres Novas. Nas imediações desta localidade encontra-se o Paul do Boquilobo, na fronteira com o município da Golegã. Foi o local de nascimento de Humberto Delgado.
Festas da aldeia
•Festa de verão- ultimo fim de semana de agosto;
•Festa da Água Pé- outubro;
•Festival das sopas- março.
Todos estes eventos são realizados C.C.R(Centro Cultural Recreativo) do Boquilobo. 
1. ↑  https://nunocardoso.pt, Nuno Cardoso @. «Festas de Verão 2024 - Boquilobo». festasearraiais.pt. Consultado em 26 de dezembro de 2024